# Margarida Gil
Maria Margarida Gil Lopes (nascuda el 1950) és una cineasta, professora i artista portuguesa. Ha estat presidenta de l'Associació de Directors Portuguesos. Va col·laborar i va estar casada amb el director, actor i crític de cinema, João César Monteiro.

## Primers anys
Margarida Gil va néixer el 7 de setembre de 1950 a Covilhã, una ciutat del centre de Portugal, on va anar a l'institut. El 1968, als 17 anys, ella i la seva família es van traslladar a Lisboa, on va assistir a la Facultat de Lletres de la Universitat de Lisboa alhora que es va mantenir treballant a la Santa Casa da Misericórdia de Lisboa. Es va graduar en Filologia germànica, tot i que els seus primers plans eren estudiar belles arts i convertir-se en pintora.
Gil va començar a assistir a les sessions que impulsava la Cinemateca Portuguesa, i durant la projecció d'un cicle de pel·lícules del director alemany, F.W. Murnau, va conèixer a João César Monteiro, que estava acabant el rodatge del seu curtmetratge Quem Espera por Sapatos de Defunto Morre Descalço. Gràcies a aquesta connexió amb Monteiro, es va apropar a molts directors de cinema portuguesos, trobant-se a molts dels principals protagonistes de l'època, com ara António-Pedro Vasconcelos, Jorge Silva Melo, Solveig Nordlund , Alberto Seixas Santos, Paulo Rocha i Fernando Lopes. Monteiro li va demanar que fos l'ajudant de direcció de la seva propera pel·lícula, Fragmentos de um Filme-Esmola: A Sagrada Família, rodada els anys 1972 i 1973.

## Carrera
Després de la Revolució dels Clavells de 1974, va aconseguir una feina a Emissora Nacional, treballant en programes de notícies de ràdio. L'any 1975 va tornar a treballar amb Monteiro a Que Farei com Esta Espada? (Què faré amb aquesta espasa?), com a ajudant de direcció i actriu. El 1976 va participar en la creació del Grupo Zero, una cooperativa de producció cinematogràfica, amb Seixas Santos, Nordlund, Monteiro, Melo, Acácio de Almeida, entre d'altres. El mateix any es va incorporar a Radio Televisão Portuguesa (RTP), la rebatejada Emissora Nacional, dirigint diversos documentals. La seva obra va incloure Clínica Comunal Popular da Cova da Piedade, sobre un antic edifici ocupat pel poble i transformat després en una clínica que proporcionaria la primera planificació familiar seriosa de la zona. Seria guardonat amb un premi al Dok Leipzig, el Festival de Cinema de Leipzig. El 1978 va començar a dirigir programes a RTP2.
Paral·lelament, va continuar la seva carrera cinematogràfica amb Monteiro, aleshores el seu marit, treballant en les seves pel·lícules, Veredas, com a ajudant de direcció i actriu, O Amor das Três Romãs, com a actriu, i Silvestre, com a ajudant de direcció. L'any 1986 va ser la productora executiva d’À Flor do Mar, produïda per Monteiro & Gil, la productora que van formar, que també va produir el seu primer llargmetratge com a directora de cinema, Recção Fiel e Verdadeira (Relació fidel i veritable), rodada el 1986, que es va presentar al Festival Internacional de Cinema de Venècia el 1987 però no es va mostrar a Portugal fins 1989.
Poc després, va fer la pel·lícula per a televisió Flores Amargas, que mirava els refugiats timorencs allotjats prop de Lisboa. Altres pel·lícules de televisió inclouen diverses pel·lícules experimentals basades en la vida i l'obra del poeta i escriptor portuguès Fernando Pessoa. L'any 1992 va fer el seu segon llargmetratge, Rosa Negra, que es va projectar al Festival Internacional de Cinema de Locarno però mai va tenir una estrena comercial. Posteriorment, Gil va realitzar diversos documentals en vídeo, entre els quals destaquen Maria, per a la Conferència Mundial sobre la Dona de 1995, que va tenir lloc a Pequín, i As Chosen, sobre la vida i l'obra de la pintora. Graça Morais. El 1998 va fer O Anjo da Guarda (L'àngel de la guarda), que va rebre un premi a la Festa del Cinema di Roma i al Festival de Cinema de Figueira da Foz. Després va marxar de RTP i va començar ensenyant i investigant a la Facultat de Ciències Socials i Humanes de la Universitat NOVA de Lisboa. El 2003, va actuar a l'última pel·lícula de Monteiro Vai e Vem. Monteiro va morir el 2003. Havia dedicat la seva pel·lícula de 1998, As Bodas de Deus, a Gil.
El 2012 va estrenar la pel·lícula Paixão. El febrer de 2024, la seva pel·lícula Mãos no Fogo (Mans al foc), una pel·lícula vagament inspirada en la novel·la de terror, Un altre pas de rosca de Henry James, va ser mostrada al 74è Festival Internacional de Cinema de Berlín.

## Obra artística
Després de l'any 2000, mentre continuava fent pel·lícules, Gil va tornar al seu primer amor per la pintura, el dibuix i l'escultura. L'any 2024 es va fer una exposició de les seves escultures ceràmiques a Cascais.

## Premis i nominacions
L'any 2005 Gil va ser guardonat amb el Premi a la Carrera a la Festa del Cinema di Roma. El mateix any va guanyar el Gran Premi de Llargmetratge a IndieLisboa per la pel·lícula Adriana, que també va ser nominada als Globos de Ouro de Portugal 2006, amb Ana Moreira rebent el premi a la millor actriu pel seu paper a la pel·lícula. L'any 2012 l'Escola Superior Artística do Porto (ESAP) va concedir a Gil el Premi Aurélio Paz do Reis, en reconeixement de la seva trajectòria cinematogràfica.

## Pel·lícules
- 1975 - Clínica Comunal Popular de Cova da Piedad (documental)
- 1976 - Para todo o serviço (documental)
- 1982 - Olho de Vidro: Uma História da Fotografia (documental)
- 1987 - Relação Fiel e Verdadeira
- 1988 - Flores Amargas
- 1991 - Daisy, um Filme para Fernando Pesso
- 1992 - Rosa Negra
- 1994 - A Luz Incerta
- 1997 - As escolhidas (documental)
- 1999 - O Anjo da Guarda
- 2002 - Não me Cortes o Cabelo que Meu Pai me Penteou (curtmetratge)
- 2005 - Adriana
- 2007 - Sobre o Lado Esquerdo (curtmetratge)
- 2007 - LuzLinar e o Louva-a-Deus (documental)
- 2009 - Fátima de A a Z (documental)
- 2010 - Perdida Mente
- 2010 - Conversas no Cabeleireiro, (amb Solveig Nordlund)
- 2012 - O Fantasma do Novais
- 2012 - Paixão
- 2012 - A Esquina do Tempo (curtmetratge)
- 2017 - A que chamas pensar?
- 2018 - Mar
- 2024 - Mãos no Fogo